# Crepis vesicaria
Crepis vesicaria — вид квіткових рослин родини айстрові (Asteraceae).

## Опис
Це однорічна, дворічна, або багаторічна рослина, 20–80 (-120) см заввишки і зі стрижневим коренем. Кожна рослина може мати до 20 квіткових голів. Квітне з травня по серпень з жовтими квітами.

## Поширення
Північна Африка: Алжир; Лівія; Марокко; Туніс. Західна Азія: Туреччина. Європа: Австрія; Бельгія; Німеччина; Нідерланди; Швейцарія; Албанія; Боснія і Герцеговина; Хорватія; Греція; Італія; Македонія; Чорногорія; Сербія; Словенія; Франція; Португалія [вкл. Мадейра]; Гібралтар; Іспанія. Натуралізований: Південна Америка; Сполучені Штати; Канада - Британська Колумбія. Росте на схилах і на піщаних галявинах.

## Галерея

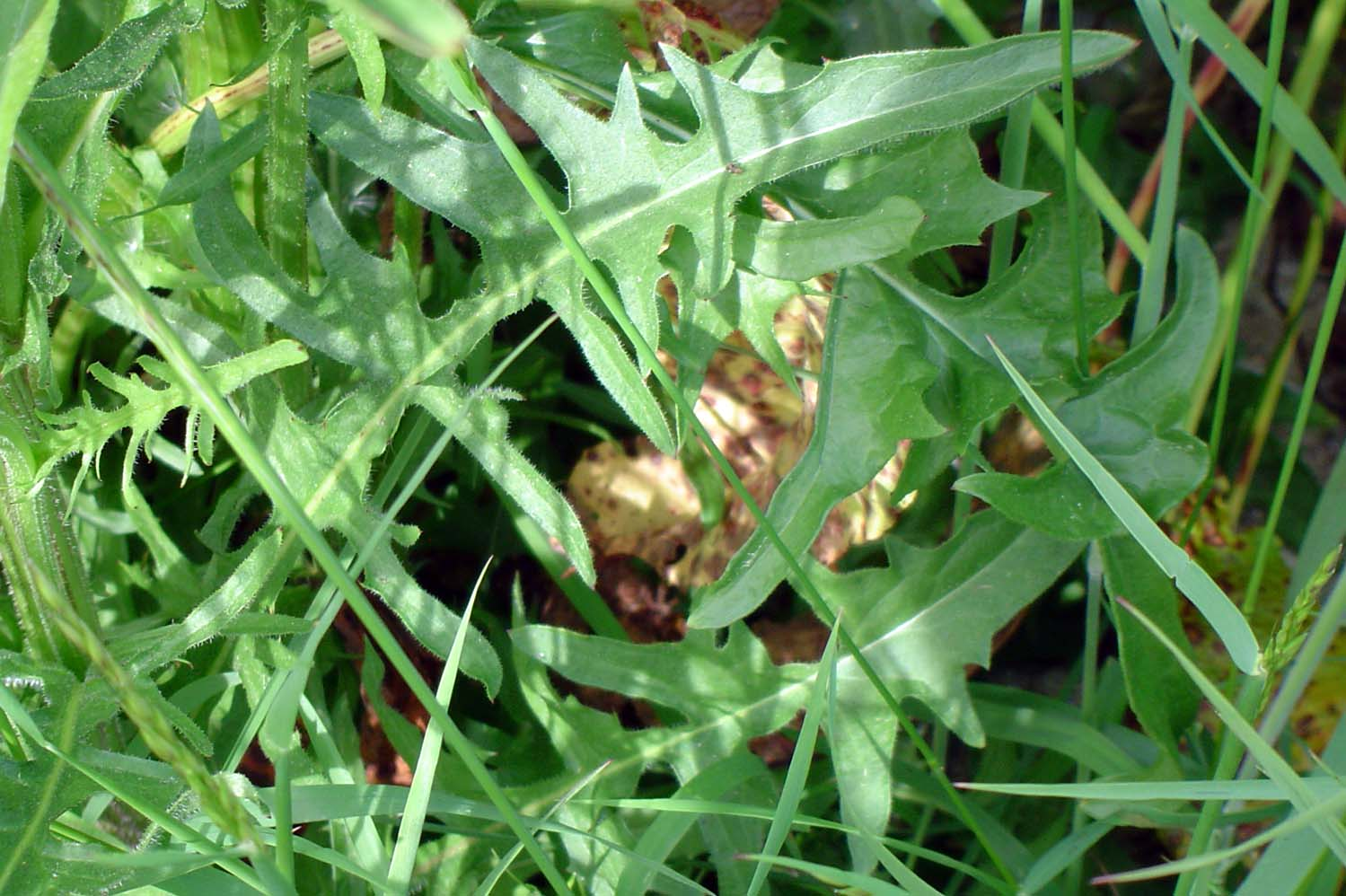
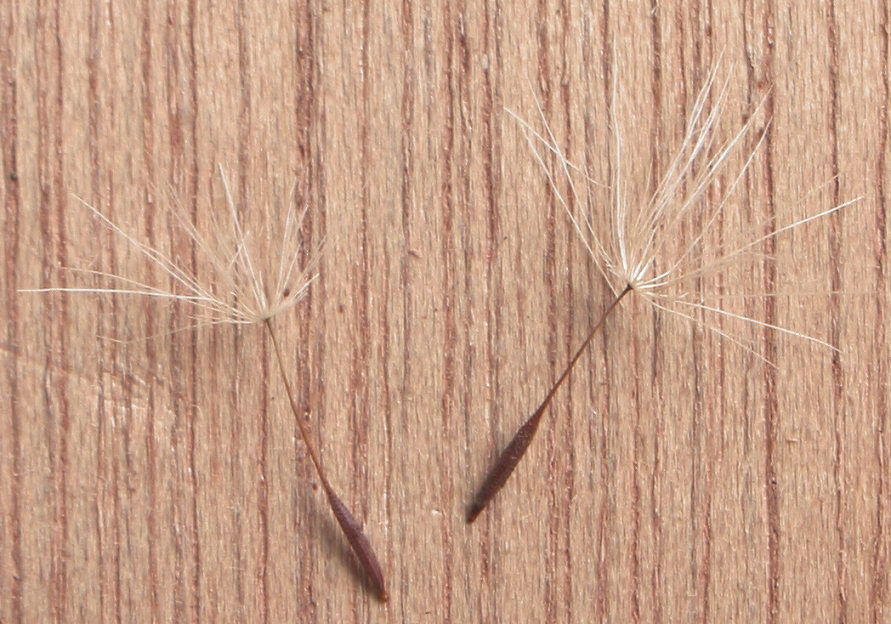
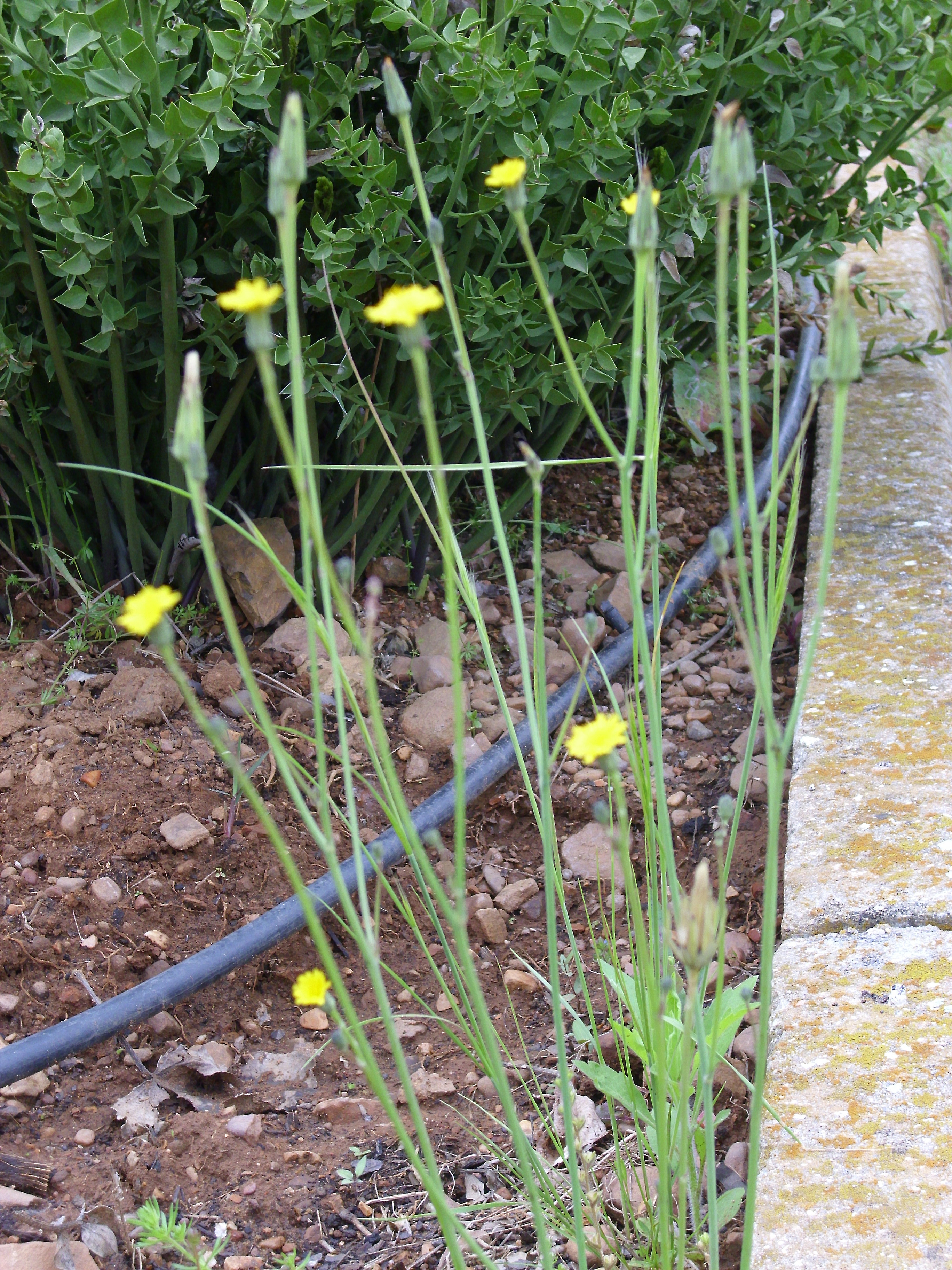
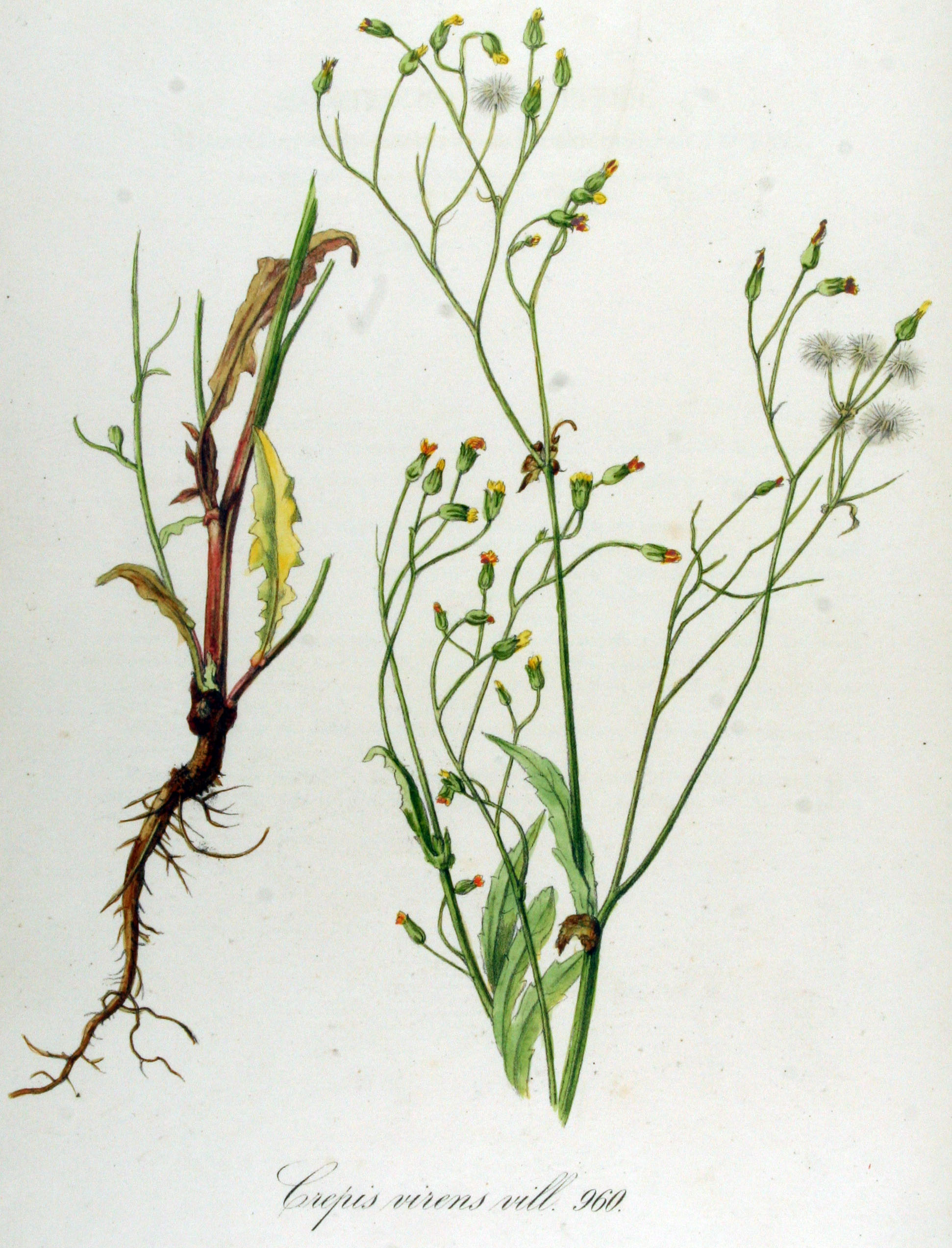
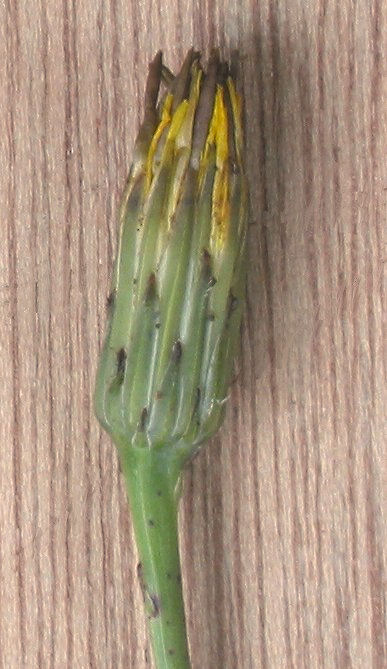